# FIFA 20

FIFA 20 - це футбольна імітація відеогри, опублікована компанією Electronic Arts як частина серії FIFA. Це 27-й розряд у серії FIFA і був випущений 27 вересня 2019 року для Microsoft Windows, PlayStation 4, Xbox One та Nintendo Switch
Вінгер Реал Мадрид Еден Азар був названий новою зіркою каверу регулярного видання, захисник Ліверпуль Вірджіл ван Дейк на обкладинці видання чемпіонів. Колишній півзахисник Ювентус та Реал Мадрид Зінедін Зідан пізніше був названий зіркою каверу для Ultimate Edition.
У грі вперше представлений VOLTA Football, новий режим, який забезпечує відмінність від традиційного геймплею 11на11 і фокусується на малобічних вуличних та футзальних іграх.  Вважається, що режим орієнтований на колишню серію FIFA Street.

### Демоверсія
Демонстрація FIFA 20 вийшла 10 вересня 2019 року і включає 6 ігрових команд - «Боруссія Дортмунд», «Челсі», «Тоттенхем Хотспур», «Ліверпуль», «Парі Сен-Жермен», «Реал Мадрид». Також в цьому режимі присутній демоверсія нового  футбольного  режиму  VOLTA .

### Обкладинки
FIFA 20 має три зірки обкладинки у всіх регіональних виданнях. Вінгер «Реала»  Еден Азар був названий новою зіркою кавер-версії Standart Edition, а захисник «Ліверпуля»  Вірджіл ван Дейк на обкладинці Champions Edition. Колишній півзахисник «Ювентус а» і Мадридського «Реала», а нині і його тренер, Зінедін Зідан був пізніше названий зіркою кавер-версії Ultimate Edition.

### Легендарне видання
У той час як версії для Xbox One, PS4 і ПК матимуть все нові функції, версія для Nintendo Switch буде називатися  Legacy Edition , з оновленими комплектами, списками і незначними оновленнями, але без нового режиму  VOLTA Football  або будь-якого іншого нового функціоналу.  FIFA 20  вперше не буде випущена на Xbox 360, з моменту випуску  FIFA Football 2005,  або для PlayStation 3 першою грою серії була  FIFA 07 , що робить  FIFA 19  фінальною грою в серії, яка була випущена на цих платформах.

## Ліцензії
У порівнянні з FIFA 19 у грі з'являться  румунська Ліга I і клуб з ОАЕ  Аль-Айн,  Ель-Айн. Також в грі з'явиться 13 нових стадіонів з  німецької Бундесліги.
З втрат найбільш великою є Ювентус, який перейшов під стан Pro Evolution Soccer 2020. Через це  FIFA позбулася офіційної емблеми, форми і стадіону турин ського клубу. Імена та особи гравців залишаться. У цій частині серії клуб буде під назвою «Пьямонте Кальчо». Свої стадіони не втратять Манчестер Юнайтед і  Арсенал не дивлячись на їх перехід в стан Konami. Стадіону позбудеться  Баварія.